# Chùa Bút Tháp
Chùa Bút Tháp (Ninh Phúc tự 寧福寺) nằm ở bên đê hữu ngạn sông Đuống, thôn Bút Tháp, xã Đình Tổ, thị xã Thuận Thành, tỉnh Bắc Ninh. Ngoài ra, nhân dân trong vùng còn gọi là chùa Nhạn Tháp, chùa Thấp. Tên cũ của chùa trước đây gồm có: Thiếu Lâm Tự, Hoàng Cung Tự.
Trong chùa có tượng Quan Âm thiên thủ thiên nhãn bằng gỗ lớn nhất Việt Nam. Đây cũng là một di tích quốc gia đặc biệt của Việt Nam được xếp hạng đợt 4.

## Lịch sử

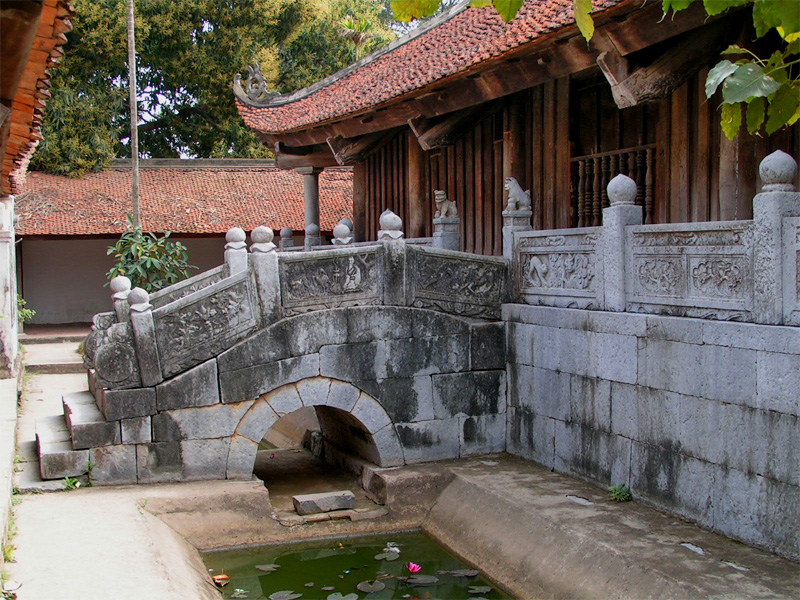
Cầu đá phía sau thượng điện từ thềm cao xuống sân

Để xác định chùa có từ bao giờ thì chưa có nhà nghiên cứu nào đưa ra một tài liệu chính xác. Theo sách Địa chí Hà Bắc (1982) thì chùa có từ đời vua Trần Thánh Tông (1258-1278). Thiền sư Huyền Quang (đỗ Trạng nguyên năm 1297) đã trụ trì ở đây. Ông cho dựng ngọn tháp đá cao 9 tầng có trang trí hình hoa sen. Ngọn tháp này nay không còn nữa. Đến thế kỷ 17, chùa đã trở nên nổi tiếng với sư trụ trì là Hòa thượng Chuyết Chuyết (1590-1644), người tỉnh Phúc Kiến, Trung Hoa, sang Việt Nam năm 1633 và trụ trì ở chùa. Năm 1644, Hòa thượng viên tịch và được vua Lê phong là "Minh Việt Phổ Giác Quảng Tế Đại Đức Thiền Sư". Tiếp đó, người kế nghiệp trụ trì chùa Bút Tháp là Thiền sư Minh Hạnh, học trò xuất sắc của Hòa thượng Chuyết Chuyết. Vào thời gian này, Hoàng thái hậu Trịnh Thị Ngọc Trúc (Diệu Viên) đã rời bỏ cung thất, về đây tu hành. Thấy chùa bị hư nát nhiều, bà cùng con gái là công chúa Lê Thị Ngọc Duyên (Diệu Tuệ), xin phép Chúa Trịnh Tráng, rồi bỏ tiền của, ruộng lộc ra công đức để trùng tu lại ngôi chùa. Đến năm 1647, chùa mới được làm xong. Chùa kiến trúc theo kiểu "Nội Công Ngoại Quốc". Về cơ bản, quy mô và cấu trúc của chùa Bút Tháp hiện nay chính là ngôi chùa được xây dựng trong thời kỳ đó.
Đời vua Tự Đức, năm 1876, khi vua qua đây thấy có một cây tháp hình dáng khổng lồ liền gọi tên là Bút Tháp, nhưng trên đỉnh vẫn ghi là tháp Bảo Nghiêm.
Chùa được trùng tu vào các năm 1739, 1903, 1915, 1921 và gần đây vào năm 1992-1996. Đây là ngôi chùa có kiến trúc quy mô hoàn chỉnh nhất còn lại ở Việt Nam.
Với những giá trị tiêu biểu về lịch sử và nghệ thuật, chùa Bút Tháp đã được Bộ Văn hóa Thông tin xếp hạng là di tích cấp quốc gia theo quyết định số 313-VH/VP ngày 28 tháng 4 năm 1962.

## Kiến trúc
Đây là một trong không nhiều ngôi chùa cổ, có quy mô kiến trúc lớn của Đồng bằng Bắc Bộ còn lại đến ngày nay. Chùa có kiến trúc độc đáo, bố cục hài hòa giữa kiến trúc với môi trường thiên nhiên. Toàn bộ kiến trúc chính của chùa quay theo hướng Nam, một hướng truyền thống của người Việt. Đối với đạo Phật hướng Nam là hướng của trí tuệ, của bát nhã.
Quần thể kiến trúc còn giữ lại nhiều di tích của thế kỷ 17. Cụm kiến trúc trung tâm ở Chùa Bút Tháp bao gồm 8 đơn nguyên chạy song hành được bố trí đăng đối trên một đường "Thần Đạo" và được bao bọc bởi hai dãy hành lang chạy suốt dọc chùa ở hai bên, đó là tòa Tiền Đường Thượng Điện, cầu đá tòa Thích Thiện Am Trung Đường, phủ thờ nhà Hậu Đường và hàng tháp đá. Sự bố trí chặt chẽ ở khu vực trung tâm này thể hiện một nội dung tư tưởng về giáo lý của đạo Phật. Phật điện của chùa gần như nguyên sơ của chùa cổ Việt Nam, gồm 10 nếp nhà nằm trên một trục dài hơn 100 m. Qua cửa Tam quan, đến gác chuông hai tầng, tám mái.
Chùa chính với ba dãy nhà Tiền đường - Thiên hương - Thượng điện tạo thành chữ "công". Cách bố trí như vậy làm nổi bật điện thờ bên trong với các pho tượng.
Kiến trúc chùa vẫn dùng khung gỗ chịu lực nhưng nền bệ lan can dùng đá rất phổ biến, trên có những hình động vật được khắc trông sinh động và độc đáo. Trang trí được thể hiện ở mọi nơi trên các chất liệu gỗ và đá, ở kiến trúc và ở các đồ thờ. Đặc biệt trên lan can tòa Thượng Điện có 26 bức chạm khắc đá, trên lan can cầu đá nối với Tòa Thích Thiện Am có 12 bức và ở lan can quanh chân tháp Báo Nghiêm có 13 bức. Như vậy tổng cộng các bức chạm khắc đá ở chùa Bút Tháp là 51 với những đề tài khác nhau, nhưng đều thống nhất với nhau ở mặt chất liệu, phong cách và thống nhất về niên đại.
Hình ảnh chạm khắc ở đây sống động tươi vui hàm chứa ý nghĩa Phật đạo và đặc biệt mang đậm nét tính chất nghệ thuật thiền. Các bức chạm đều tập trung về đề tài thiên nhiên phong phú sinh động như Tứ Linh Quý.

## Tượng phật Quan Âm nghìn mắt nghìn tay

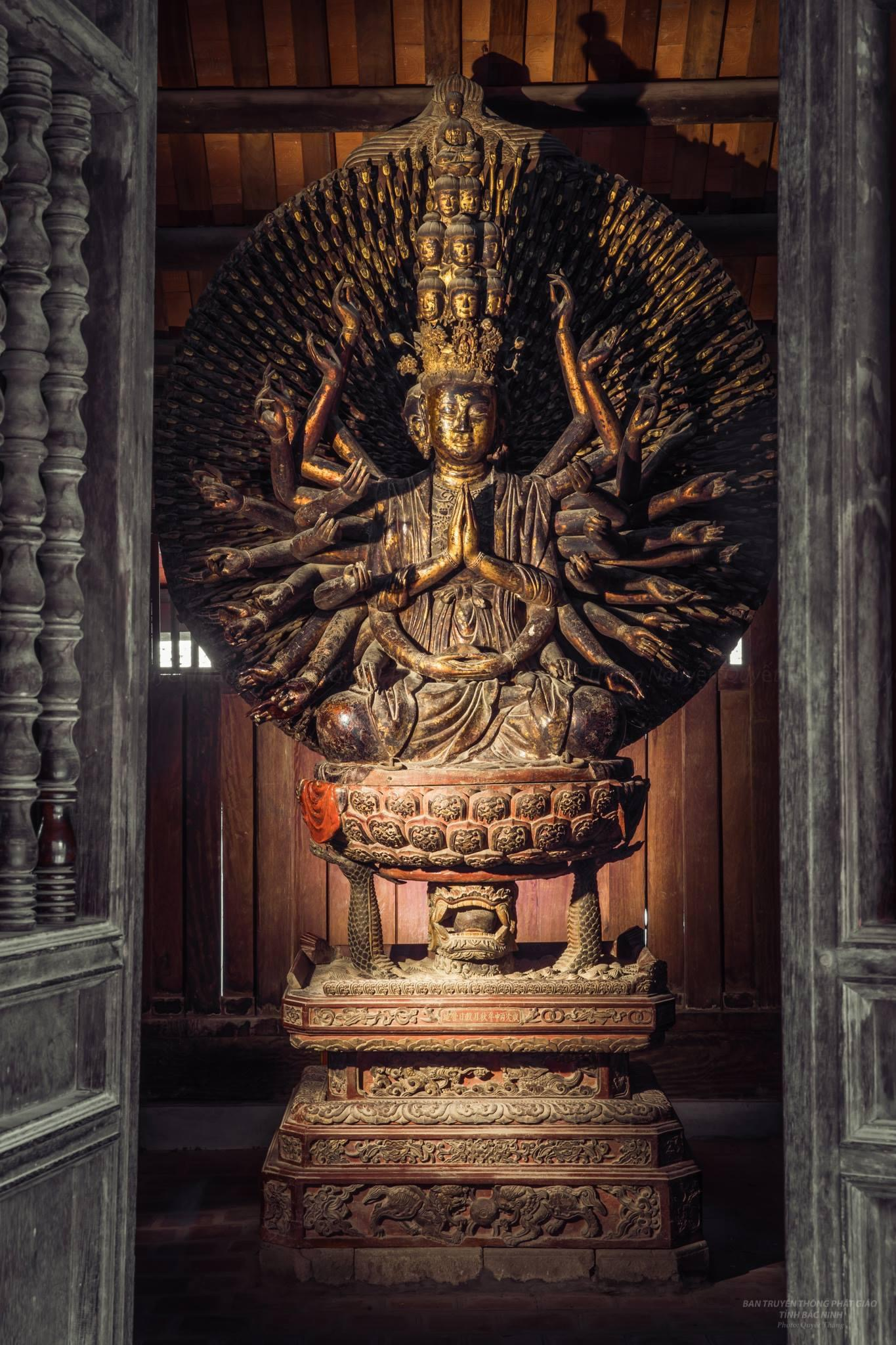
Quan âm chùa Bút Tháp

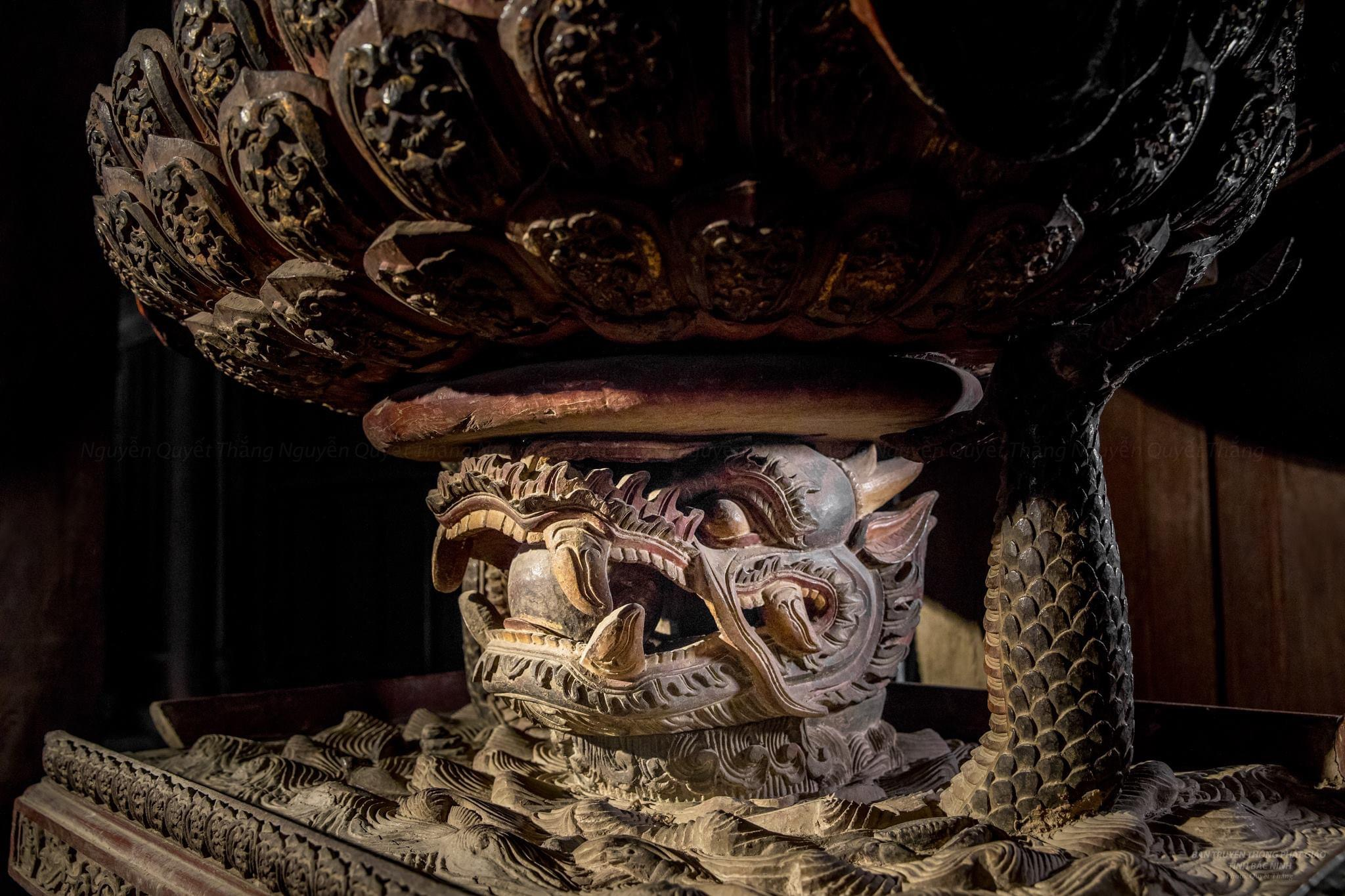
Thuỷ quái đỡ bệ sen

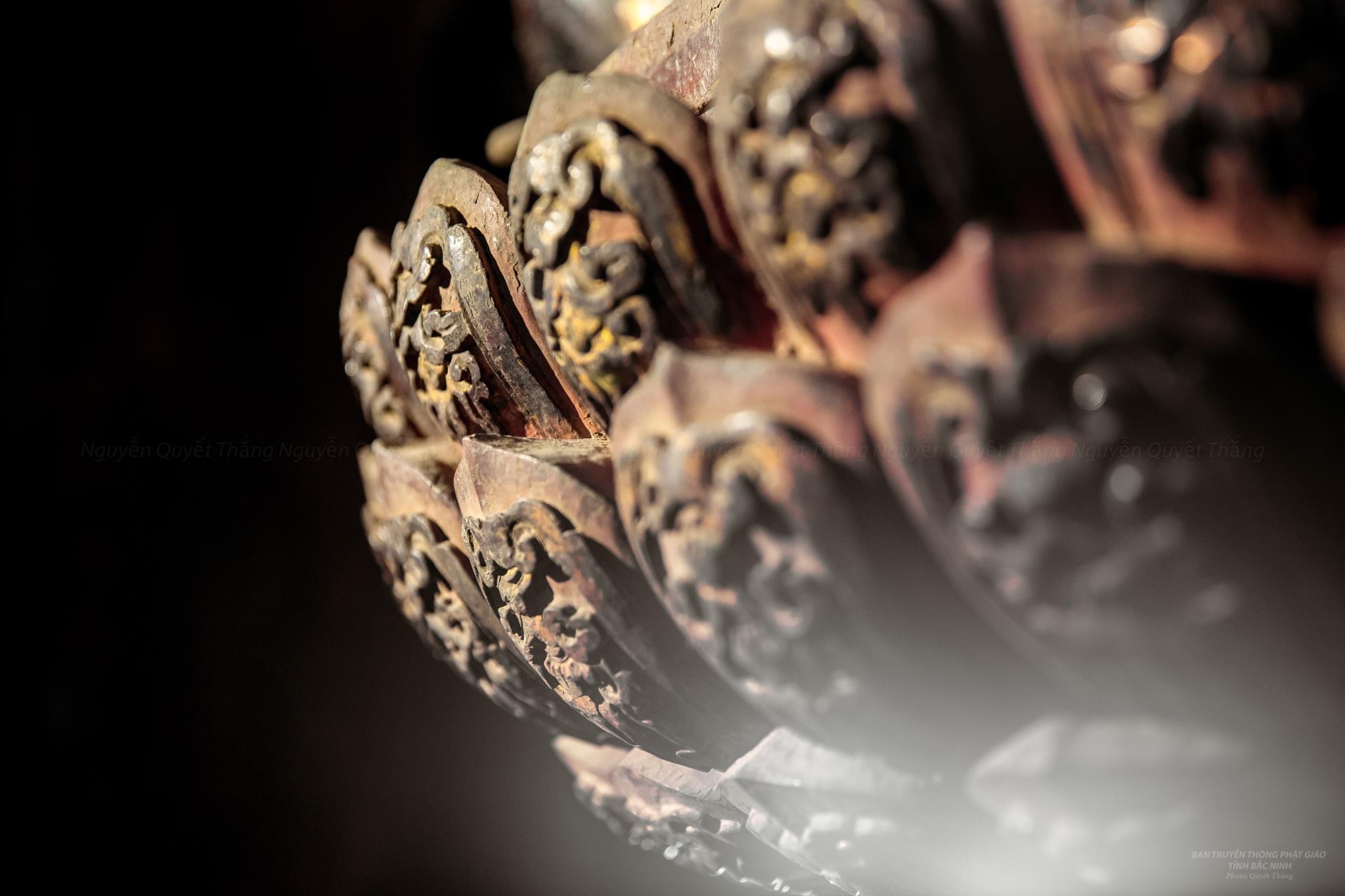
Đài sen của tượng

Chùa Bút Tháp có nhiều tượng cổ với giá trị thẩm mỹ cao, trong đó nổi bật nhất là tượng Quan Âm nghìn mắt nghìn tay thế kỷ XVII. Bức tượng này là một trong những tác phẩm tiêu biểu nhất của nền văn hóa và nghệ thuật Việt Nam, đánh dấu mốc cho sự phát triển của tinh thần dân tộc. Bức tượng được Thủ tướng Chính phủ công nhận là Bảo vật quốc gia trong Đợt đầu tiên năm 2012.
Tượng Quan âm Bút Tháp được bảo quản tốt từ khi ra đời cho đến những năm 1950, khi chiến tranh chống Pháp lan rộng ra đồng bằng Bắc bộ. Từ năm 1950 - 1953, làng Bút Tháp chịu nhiều trận công kích của Pháp, chùa Bút Tháp bị trúng nhiều đạn pháo, nhiều công trình bị đổ. Đặc biệt trận đánh năm 1953, cả làng Bút Tháp bị thiêu trụi, trừ ngôi chùa này. Các tượng Phật cũng mất mát và hư hỏng nhiều trong khói lửa. Trong kháng chiến chống Mỹ, do chiến tranh bom đạn lan rộng, bảo tàng Mỹ thuật Việt Nam đã đưa tượng Phật bà Quan âm đi sơ tán và trả lại sau chiến tranh. Quá trình đó và cả sau này, tượng Quan âm bị giới nghệ thuật và lịch sử đổ thạch cao, làm phiên bản nhiều lần, thậm chí người ta ốp thẳng khuôn thạch cao lên tượng. Nên pho tượng bị bong tróc và hỏng nhiều chi tiết. Nhiều đoạn nối giữa khuỷu tay và cánh tay, nhiều ngón tay hỏng không được sửa cẩn thận mà chỉ được đắp bằng thạch cao rồi phủ sơn lên, nay thạch cao rời ra để lộ những chỗ nối. Một vài chi tiết bị gãy mất, và bốn con quỷ đội bệ bốn góc cũng bị mất.
Đợt trùng tu lớn năm 1993, trong đó có cả một số tượng được tu sửa, nhưng những tượng này hỏng nhanh hơn các tượng không được tu sửa. Do không có phương tiện hiện đại soi chụp, các nhà nghiên cứu không rõ tượng Quan âm Bút Tháp có nhiều ổ rỗng hay không, nhưng chất lượng thân tượng là tương đối tốt, trừ 42 tay lớn do chịu lực giơ tự nhiên, (nhất là tay vươn cao) đều dễ bong gãy. Phần đầu tượng, các chi tiết trang trí trên mũ cũng bị sứt gãy nhiều, và có lẽ phần này bên trong lõi gỗ không còn tốt nữa, cũng bởi nơi nhiều chi tiết, người xưa sử dụng phương pháp đắp đất trộn sơn, nên khả năng hỏng cũng nhiều hơn nơi thuần là gỗ.

## Các tác phẩm điêu khắc cổ
Ngoài tượng Phật bà nghìn mắt nghìn tay, hai kiệt tác điêu khắc khác nữa làm thành một bộ ba tác phẩm danh bất hư truyền là tượng Tây Thiên Đông Độ Việt Nam lịch đại Tổ sư và tượng Thị Kính. Pho tượng Tuyết Sơn ở đây cũng là một kiệt tác của thế kỷ 17.
Ngoài ra, trong chùa có nhiều pho tượng gỗ được tạc trong tư thế quỳ, đứng, ngồi với nét mặt thành kính trông rất sinh động như pho tượng Kim Đồng - Ngọc Nữ; tượng La Hán thể hiện cảm xúc nội tâm, mang nặng ý tưởng Phật giáo.
Phủ thờ nằm sau Phật điện là ngôi nhà 5 gian có hai pho tượng đáng chú ý. Hai pho tượng này là chân dung hoàng hậu Trịnh Thị Ngọc Trúc đầu đội vương miện nhưng khoác áo tu hành, và công chúa Ngọc Duyên. Cả hai pho tượng đều ngồi theo dáng toạ thiền.
Tượng cổ thường có xu hướng rỗng lõi, nhiều nơi đã bơm các hóa chất đặc vào trong, như vậy sẽ làm pho tượng hỏng nhanh trong tương lai, chỉ có thể lấy gỗ mít cũ, nghiền ra mùn cưa trộn với sơn ta và đất phù sa nhét vào chỗ rỗng thì bền lâu. Hiện tại chất lượng kỹ thuật của các tượng Phật Bút Tháp không đồng đều. Những tượng gỗ vẫn còn tốt, những tượng lõi gỗ với chi tiết đắp đất phủ sơn bong tróc nhiều. Những tượng đất phủ sơn hoàn toàn xuống cấp nặng. Những pho tượng được sơn mới và trùng tu đều có xu hướng hỏng, và hỏng từ bên trong do màng sơn mới làm tượng không thở được.
Từ thượng điện, đi qua một chiếc cầu đá có ba nhịp uốn cong dẫn đến ngôi nhà gọi là Tích Thiện am. Trên cầu có 12 bức phù điêu đá chạm chim muông hoa lá. Tích Thiện am là một ngôi nhà có ba tầng mái. Trong Tích thiện am, có cây Cửu Phẩm Liên Hoa, là một tháp bằng gỗ 9 tầng, 8 mặt, có thể quay tròn quanh một trục, có gắn tượng Phật và chạm những cảnh dân gian hay lấy đề tài trong Phật thoại.

## Tháp Báo Nghiêm

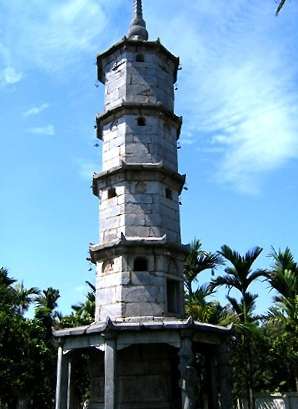
Tháp Báo Nghiêm chùa Bút Tháp

Chùa có tháp Báo Nghiêm thờ Hoà thượng Chuyết Chuyết, đỉnh tháp là ngọn bút trông giống như cây bút khổng lồ vươn thẳng tới trời cao thanh vắng. Tháp cao 13,05 mét, năm tầng với một phần đỉnh xây bằng đá xanh; ngoài tầng đáy rộng hơn với mái hiên nhô ra; bốn tầng trên gần giống nhau, mỗi cạnh rộng 2 m. Năm góc của 5 tầng có 5 quả chuông nhỏ. Lòng tháp có một khoang tròn đường kính 2,29 m. Ngoài kỹ thuật xây dựng đá, phần bệ tượng được bao quanh bằng hai vòng tường cấu tạo bằng cột và lan can. Riêng ở tầng dưới cùng của toà tháp này có mười ba bức chạm đá với lấy đề tài chủ yếu là các con thú. Tháp thể hiện tài ghép đá và nghệ thuật điêu khắc tuyệt vời của người thợ Việt Nam xưa.

## Các đời trụ trì
- Huyền Quang (Lý Đạo Tái (1254 - 1333)) thiền sư
- Chuyết Công hòa thượng: Minh Việt Phổ Giác Quảng Tế Đại đức Thiền Sư
- Minh Hành thiền sư
- Sa Môn Tính Hài 1739
- Đại đức Thích Thanh Sơn (hiện nay)

## Lễ hội
Lễ hội chùa Bút Tháp (địa phương trong vùng quen gọi là hội chùa Thấp) diễn ra vào ngày 24 tháng 3 âm lịch là một lễ hội lớn với nhiều nghi lễ và các trò chơi dân gian, thu hút đông đảo khách thập phương trong và ngoài tỉnh đến dự.